# Fortunato (consular)
Fortunato (em latim: Fortunatus) foi um oficial romano do século IV, ativo durante o reinado do imperador Valente (r. 364–378). Segundo uma lei preservada no Código de Teodósio (VIII.5.27a) de 28 de maio de 365, Fortunato serviu como consular da Panônia Secunda.